# Powiat Várpalota
Powiat Várpalota (węg. Várpalotai járás) – jeden z dziesięciu powiatów komitatu Veszprém na Węgrzech. Siedzibą władz jest miasto Várpalota.

## Miejscowości powiatu Várpalota
- Várpalota – siedziba władz powiatu
- Berhida
- Pétfürdő
- Jásd
- Ősi
- Öskü
- Tés
- Vilonya[2]